# Номи Рапас
Хилда Номи Норен (швед. Hilda Noomi Norén; Худиксвал, 28. децембар 1979), позната под именом Номи Рапас (швед. Noomi Rapace), шведска је глумица.
Номи је на филму дебитовала са седам година, учествујући у шведско-исландском филму „Сенка вране“. Светска слава глумици је припала након улоге Лисбет Саландер у шведском трилеру "Девојка са тетоважом змаја" (2009) и њена два наставка - "Девојка која се играла ватром" (2009) и "Кула од карата" (2009), настала по шведској књижевној трилогији „Миленијум" Стиг Ларсона. За улогу Лисбет добила је престижну шведску награду Златна буба.
Номи је 2011. године дебитовала у Холивуду, глумећи у детективском филму Шерлок Холмс: Игра сенки уз Роберта Даунија мл. и Џуд Лоа. Следеће године изашао је научно фантастични филм Ридлија Скота Прометеј, где је Рапас играла главну улогу - археолога Елизабет Шо. Исто тако играла је у низу холивудских филмова као што су Прљава испорука, План освете, Шта се десило с Понедељком, Јагње и другим.